# Ljubomir Popović
Ljubomir "Ljuba" Popović (Tuzla, 14 de outubro de 1934 – Belgrado, 12 de agosto de 2016) foi um pintor surrealista sérvio. Ele é conhecido por seus muitos assuntos justapostos eróticos e não convencionais.[carece de fontes?]

## Principais obras pictóricas
- Les pèlerins d'Emmaüs (1960-1962)
- L'apparition (1967-1968)
- La Tentation de Saint Antoine (1972)
- Le Jugement de l'âme (1984)
- Le Théâtre de la cruauté (1990)
- L'Innocence dévorée (2001)